# Sutton Ings
Sutton Ings – dzielnica w Kingston upon Hull, w Anglii, w East Riding of Yorkshire, w dystrykcie (unitary authority) Kingston upon Hull. W 2011 dzielnica liczyła 11 905 mieszkańców.